# Tulipe (roman de Gary)
Pour les articles homonymes, voir Tulipe.
Tulipe est un roman de Romain Gary publié en 1946 aux éditions Calmann-Lévy, réédité le 15 avril 1970 aux éditions Gallimard.
Cette réédition de 1970 est augmentée de nombreux ajouts, notamment des notes de bas de page afin de créer l'illusion d'une édition critique, établie dans un futur lointain, dans lequel les repères culturels du XXème siècle auraient été depuis longtemps oubliés ou confondus, créant ainsi pour le lecteur réel des erreurs criantes. Ces notes étaient absentes de l'édition originale de 1946.

## Résumé
Tulipe, ancien déporté, vit à Harlem, après la guerre, dans un meublé sordide.
Il a pour seuls amis un autre émigré, oncle Nat, de race imprécise, et la fille de ce dernier, Léni. Tulipe est le Blanc failli, qui avoue, proclame, mime sa capitulation. Il tente de s'arracher à tout ce qui fut et demeure pour lui sacré et se réfugie dans le cynisme. Réaliste jusque dans la parodie, jonglant aussi bien avec les millénaires qu'avec toutes les "bonnes paroles" sempiternelles, ce roman né du monde nihiliste de 1945 où l'on venait de "gagner" une guerre dont l'atrocité même était une défaite n'a rien perdu de ses qualités d'actualité.
Il y a une morale à cette satire de l'idéalisme par un idéaliste : c'est l'impossibilité de désespérer.

## Éditions
- Tulipe, éditions Calmann-Lévy, 1946
- Tulipe, éditions Gallimard, collection Blanche, 1970  (ISBN 207022662X)